# Пентаплатинатулий
Пентаплатинатулий — бинарное неорганическое соединение
платины и тулия
с формулой TmPt5,
кристаллы.

## Получение
- Сплавление стехиометрических количеств чистых веществ:

{\displaystyle {\mathsf {5Pt+Tm\ {\xrightarrow {1690^{o}C}}\ TmPt_{5}}}}

## Физические свойства
Пентаплатинатулий образует кристаллы
ромбической сингонии, параметры ячейки a = 0,5213 нм, b = 0,9071 нм, c = 2,649 нм,
структура типа пентаплатинасамария Pt5Sm
.
В работе  утверждается, кристаллы имеют структуру типа CaCu5 (гексагональная сингония) со сверхструктурой.
Соединение образуется по перитектической реакции при температуре ≈1690 °C ,
энтальпия образования -433 кДж/моль .